# Slezská Středa
Slezská Středa (polsky Środa Śląska, německy Neumarkt in Schlesien) je město v Polsku v Dolnoslezském vojvodství v okrese Slezská Středa. V roce 2023 zde žilo 9 552 obyvatel.

## Poloha
Město leží v rovině v úrodné oblasti na řece Średzka Woda (Středská voda), která se 11 kilometrů jižně od města vlévá do Odry a 31 kilometrů severozápadně od Vratislavi. Město tvoří střed geologického útvaru Středská plošina, která se rozprostírá mezi Odrou, Kačabou (Kaczawa), Nysou Szalonou a Střehomskou.

## Historie

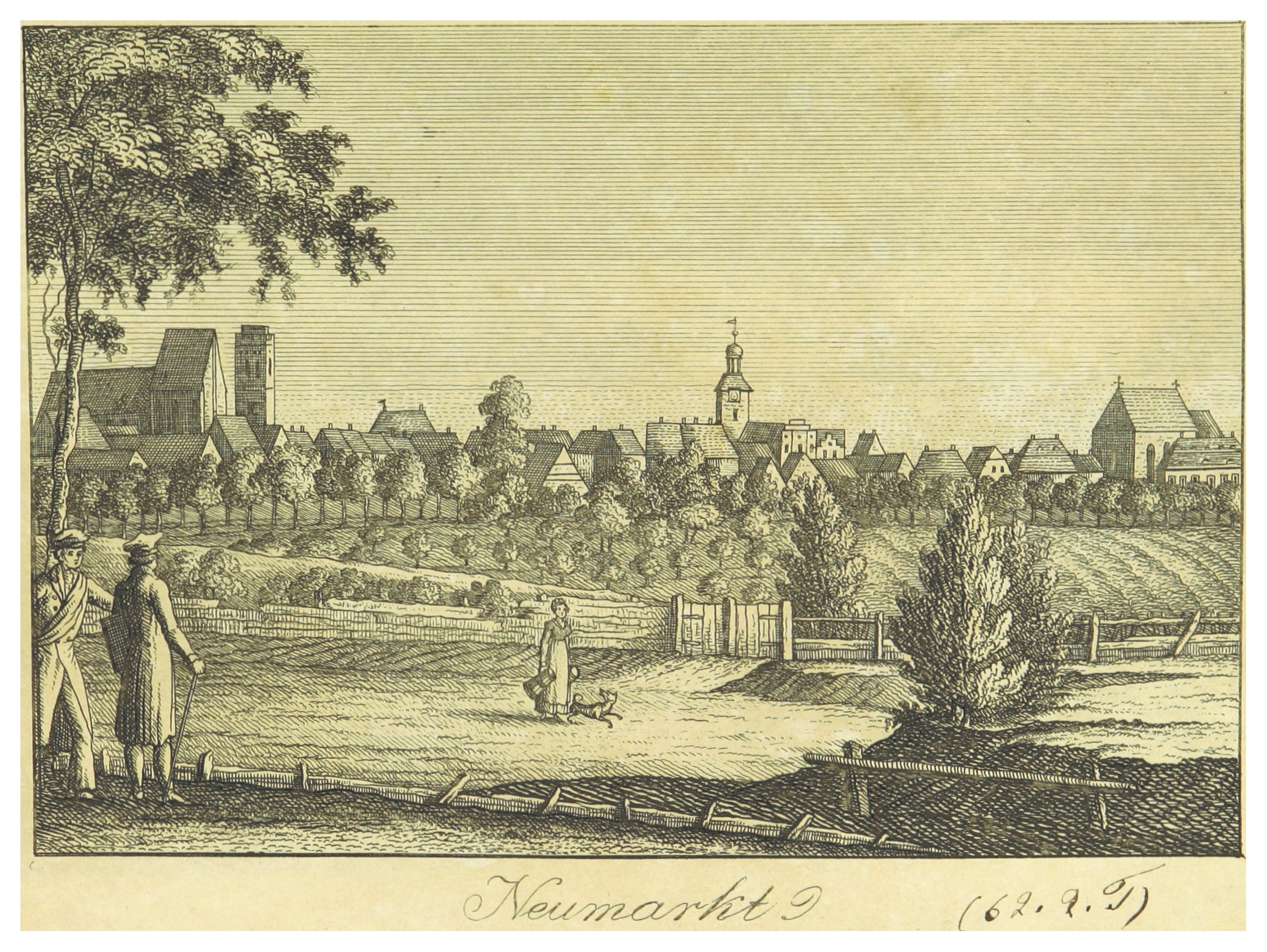
Ficher-Stuckart: Veduta města z roku 1819

Tržní osada se zde připomíná od 12. století, byla nazvána podle týdenního trhu, který povolil osadě piastovský kníže Jindřich I. Bradatý podle magdeburského práva ve středu. Situace respektovala hospodářské potřeby a obchodní zájmy všech sídel kraje, měla každá obec právo prodávat své plodiny a produkty jeden den v týdnu kromě neděle. V roce 1223 vratislavský biskup Vavřinec zmiňuje villu Středa. V roce 1229 měla svého starostu a soudního vykonavatele. V roce 1238 se nazývá městem (civitas).
Město bylo vysazeno německými kolonisty na pravidelném půdorysu s pravoúhlou uliční sítí a obehnáno cihelnými hradbami. Románská apsida kostela Panny Marie prozrazuje vznik chrámu ve 12. století. Farní kostel sv. Ondřeje je doložen k roku 1233. Kolem roku 1253 již existoval knížecí hrad, spojený s prvním purkrabstvím z roku 1269. Františkánský klášter byl založen během 13. století; písemně je doložen k roku 1318 jako součást saské provincie řádu minoritů. Rozdělením Slezského vévodství v letech 1248–1251 byla Slezská Středa podřízena Vratislavskému vojvodství a s ním v roce 1327 jako léno k připojena k České koruně. Po smrti posledního vratislavského knížete Henryka VI. V roce 1335 byl hrad podřízen přímo králi Janu Lucemburskému, který jmenoval svého purkrabí a hrad dočasně zastavil. Od vlády Karla IV. až do roku 1742 byla Slezská Středa součástí zemí České koruny. Město vzkvétalo díky řemeslům a obchodu. Mělo právo tří ročních veletrhů, mílové práv a bezcelní obchod se solí; roku 1323 vzniklo sdružení vinařů. Od roku 1349 bylo zdejší proboštství podřízeno Opatovickému klášteru benediktinů, po jeho zničení husity sem v roce 1421 uprchli zbylí mniši i s opatem a pobývali až do roku 1535.
Po první slezské válce v roce 1742 padlo celé Slezsko do správy Pruska. Během Sedmileté války pruský král Fridrich II. Veliký nedaleko odtud 4. prosince 1757 svedl bitvu u Leuthenu. Po reorganizaci Pruska patřilo město od roku 1815 do jeho provincie Slezsko a od roku 1816 bylo sídlem okresu. Hospodářský význam zde mělo pěstování tabáku a kožedělný průmysl. Železniční trať z roku 1843 vedla 4 kilometry od města přes Lehnici až do Berlína. Teprve v roce 1926 byla vytvořena přípojka do města. Ke konci druhé světové války bylo město obsazeno Rudou armádou a jeho architektura značně poškozena.
Roku 1957 byl historické jádro města prohlášeno městskou památkovou rezervací a jeho stavby následně až do počátku 21. století opraveny

## Památky

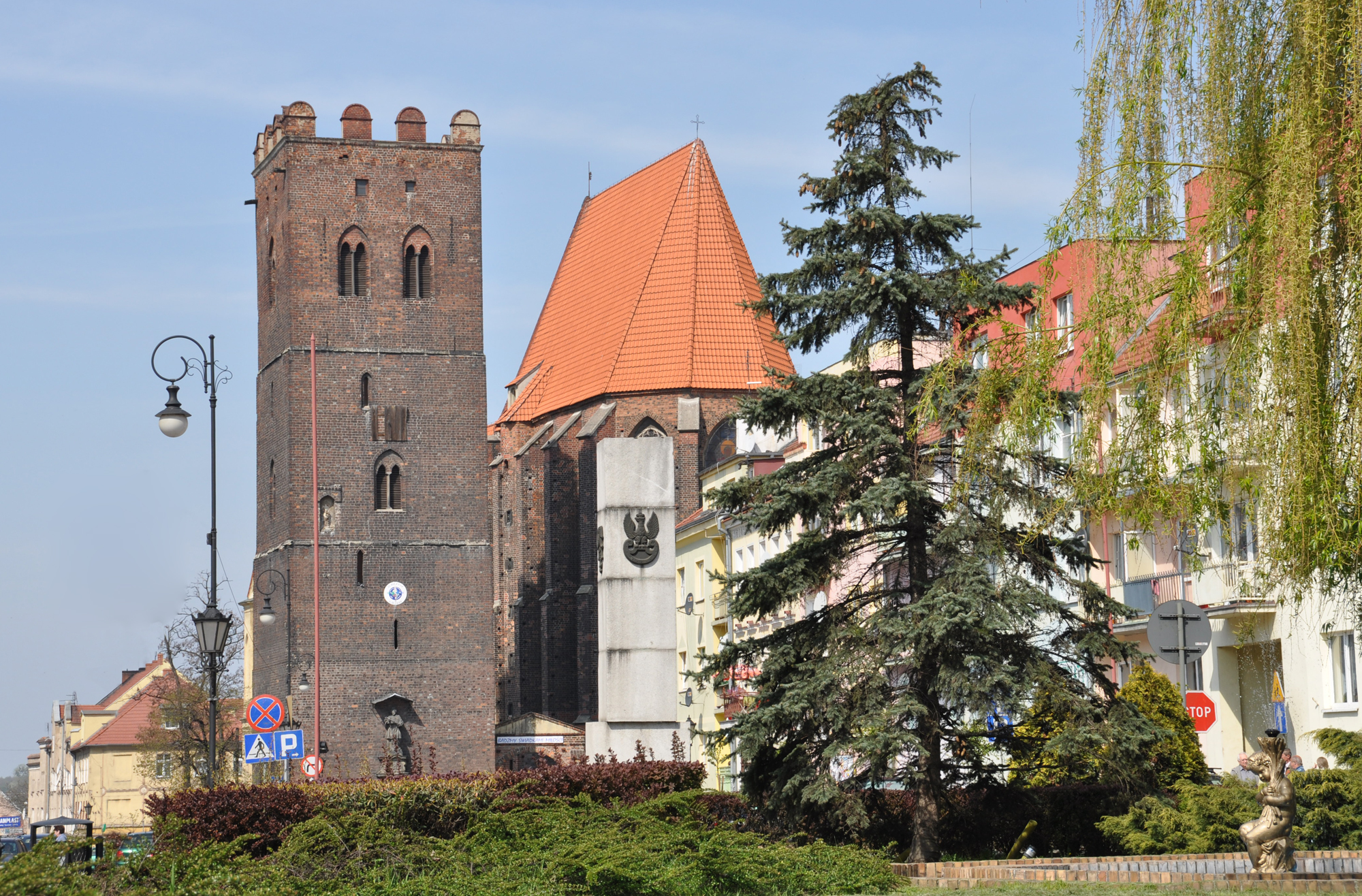
Kostel sv. Ondřeje s gotickou věží

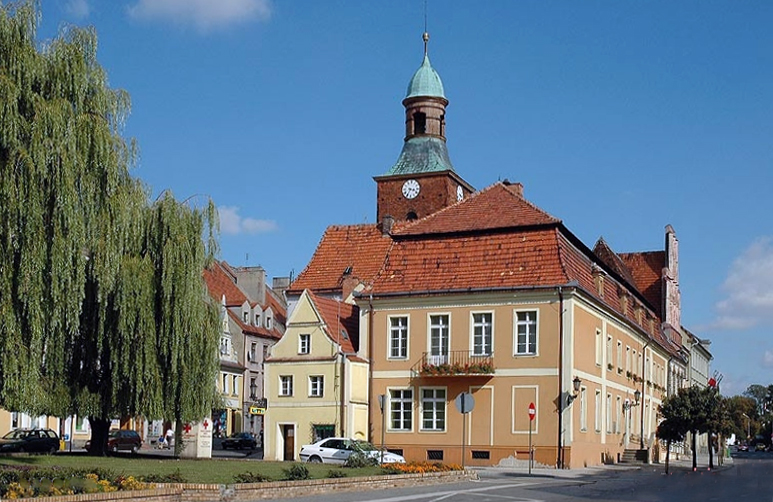
Špalíček bývalé radnice od západu

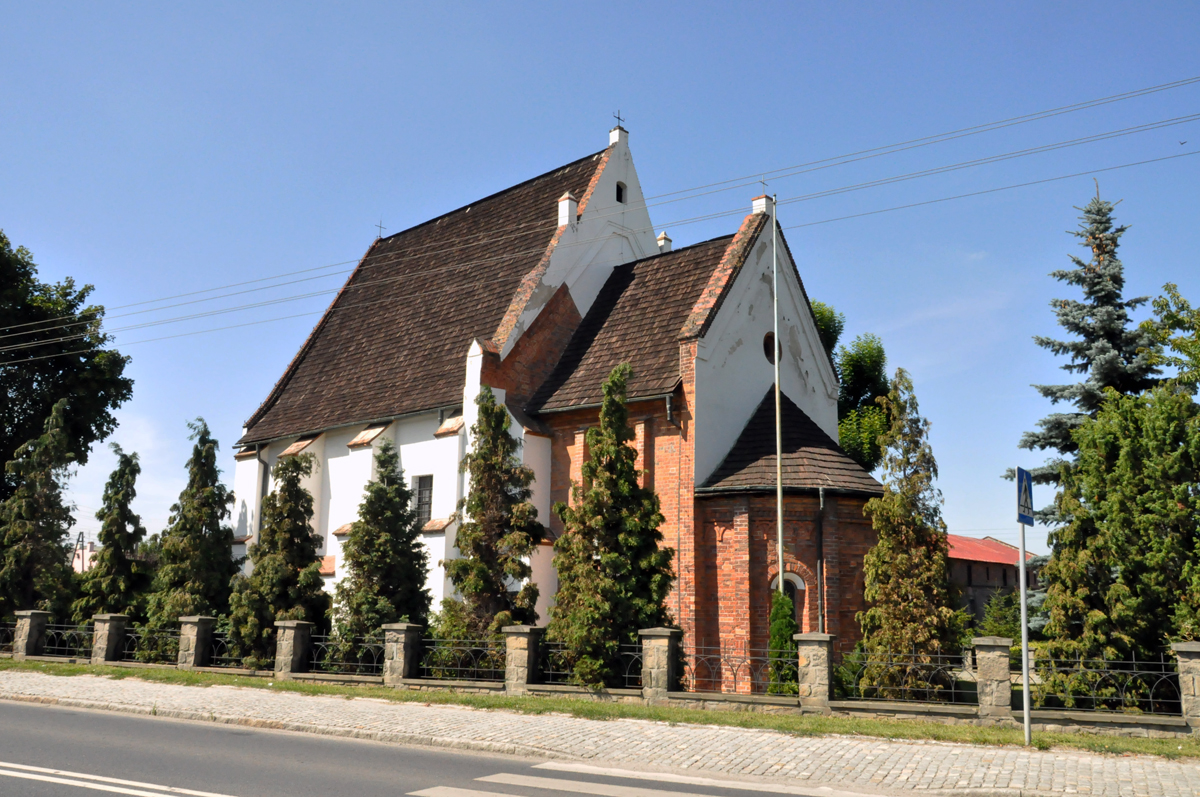
Špitální kostel Panny Marie Pomocné

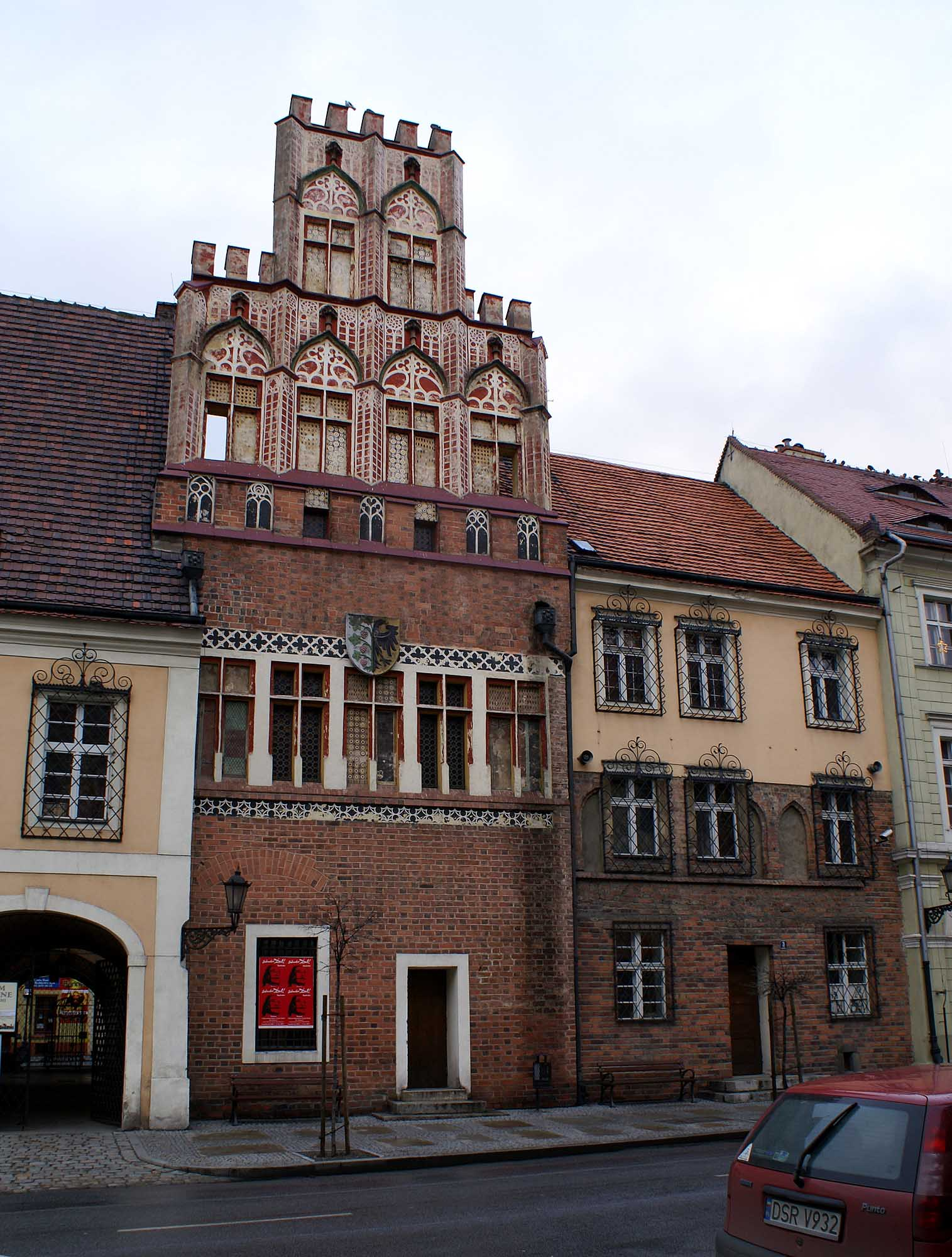
Jižní vstupní průčelí radnice, nyní Městské muzeum

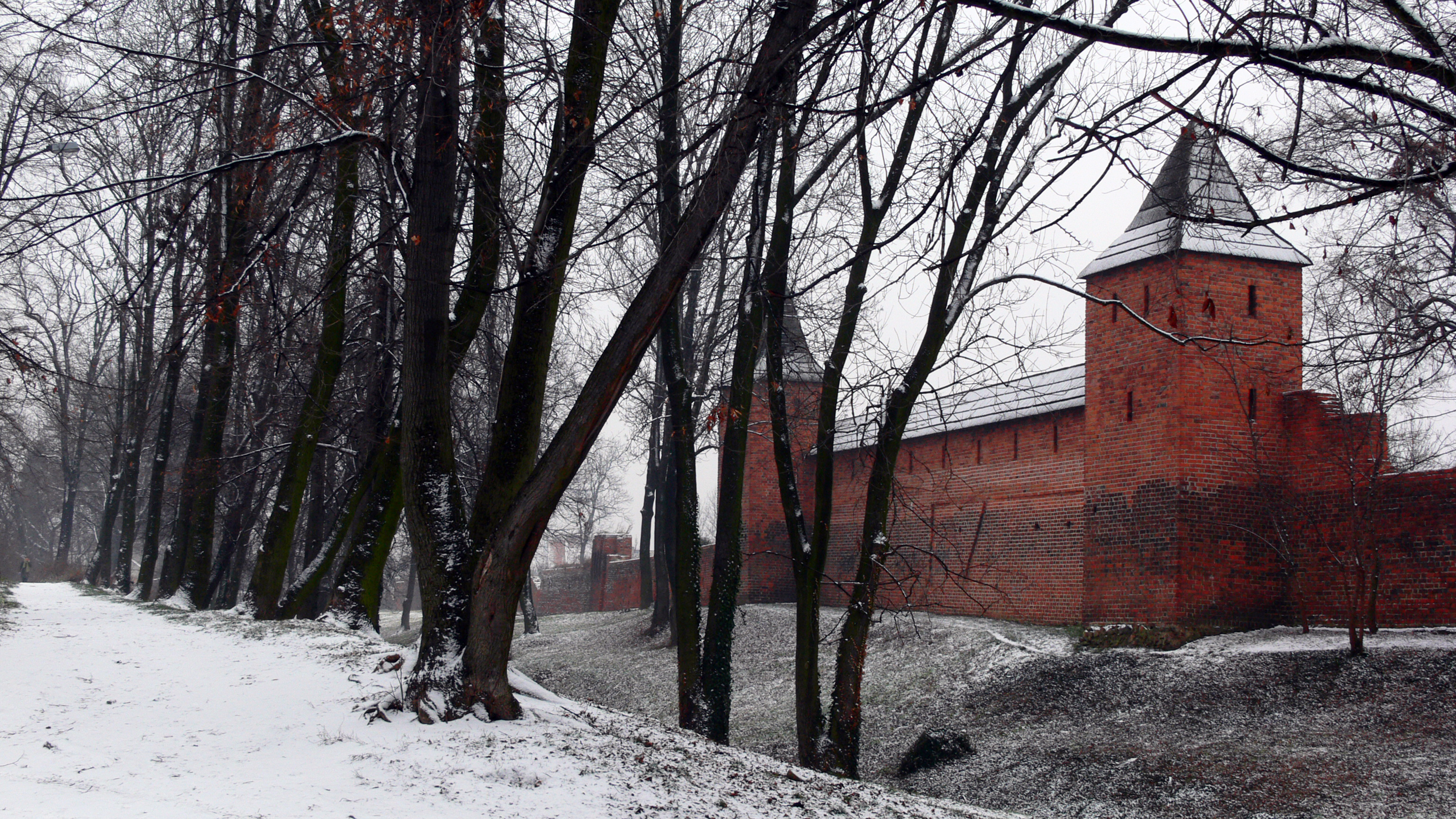
Středověké městské hradby

- Kostel sv. Ondřeje – trojlodní gotická bazilika, založená roku 1388, v letech 1540-1620 protestantská; v roce 1670 upravená, hlavní oltář barokní, se sochami patronů sv. Ondřeje a Hedviky z roku 1716; uvnitř i vně gotické a renesanční náhrobní desky; samostatně stojící zvonice z 15. století
- Špitální kostel Panny Marie Pomocné - nejstarší ve městě, připomínaný k roku 1220, dochována románská apsida a gotická loď s krovem; ze zrušeného hřbitova pocházejí mj. tři smírčí kříže [4]
- Protestantský kostel Povýšení Sv. Kříže, přestavěn z původního františkánského kostela; tvoří památkový areál:
  - Bývalý františkánský klášter – gotická stavba z 15. století s pozdějšími úpravami
  - Bývalý dominikánský klášter – barokní stavba z roku 1726
- Radnice – ve 13. století vznikla jako obchodní dům při průjezdní komunikaci, od 15. století radnice, k ní postupně připojeny stavby radničního špalíčku; vstupní křídlo nynějšího Městského muzea je z 1. poloviny 15. století; další části a věž pochází ze 2. poloviny 16. století a z 19. století
- Městské muzeum - regionální sbírky archeologické, historické, umělecké a židovské kultury; nejvýznamnějším exponátem byl gotický poklad českých korunovačních klenotů, vykopaný ve sklepě židovského domu při hradební zdi v roce 1979. Po restaurování a popularizaci jej do své expozice odvezlo Národní muzeum ve Vratislavi. V expozici z něj zůstaly jen mince z let 1290–1346. Vystaven je poklad šperků kupecké rodiny Pavlů z 19.– počátku 20. století[5]
- Ruiny hradu ze 13.–14. století; při Hřbitovní ulici (Cmentarzna ul.)
- Městské hradby s věžemi, ze 13. století, za vlády Jana Lucemburského byly roku 1341 zesíleny
- Kašna se sochou rytíře Rolanda, ochránce městských práv, trhu a řemesel; socha byla rekonstruována po roce 1957[6]
- Panský palác s lipovou alejí
- Budova pošty z let 1886-1888
- Židovský hřbitov – založen roku 1844[7]
- Historická železnice s nádražím

## Slavnosti vína
- Slavnosti vína se konají každoročně druhý zářijový víkend, jsou spojené s jarmarkem.

## Osobnosti
- Jan ze Středy (1310–1380), kancléř Karla IV. – biskup litomyšlský a olomoucký; donátor umění
- Hugo Ewald von Kirchbach (1809–1887) – pruský generál
- Hugo Magnus (1842–1907) – lékař oftalmolog a historik okultismu
- Piotr Śliwka (*1956) – polský kněz, spojený s hnutím Solidarita

## Partnerská města
- Saterland, Dolní Sasko, Německo